# Fritz E. Gericke

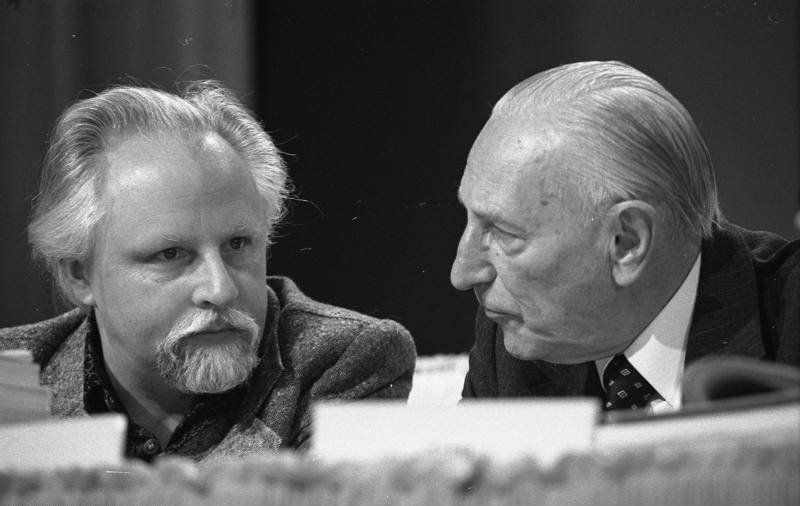
Fritz Gericke (links), 1975

Fritz E. Gericke (* 23. August 1928 in Dresden; † 15. Oktober 2016 in Köln) war ein deutscher Autor.

## Leben
Gericke verweigerte den Gestellungsbefehl zur Waffen-SS und tauchte bis Kriegsende unter. 1945 trat er zusammen mit Wolfgang Mischnick in die Liberal-Demokratische Partei Deutschlands in der Sowjetischen Besatzungszone ein. Nach der Volkskammerwahl 1950 floh er nach West-Berlin. 1952 wurde er nach seiner Rückkehr in Dresden verhaftet und in einem politischen Prozess wegen Spionage und „Boykotthetze“ zu zwei Jahren Zuchthaus verurteilt. Er saß im Zuchthaus Bautzen ein. 1954 reiste er in die Bundesrepublik Deutschland aus. Von 1960 bis 1976 war er als Drehbuchautor, Regisseur und Redakteur tätig. Von 1976 bis 1995 arbeitete er als Medienreferent bei der Bundeszentrale für politische Bildung in Bonn.
Gericke war verheiratet und lebte in Köln.

## Schriften
- Ultima Ratio. Die Legende vom gerechten Krieg. Norderstedt 2015, ISBN 978-3-7357-5163-8.
- Wir sind das Volk. Basisdemokratie oder Diktatur der Massen? Norderstedt 2012, ISBN 978-3-8448-9504-9.
- Der Zeitgeist ist ein gefährliches Biest. Norderstedt 2011, ISBN 978-3-8423-0280-8.
- Ich möchte tausend Leben leben ... Gedichte. Norderstedt 2010, ISBN 978-383-91759-6-5.
- Treiben gegen den Strom. Erinnerungen an ein widerspenstiges Leben 1940–1994. Hrsg. von Jürgen Kleindienst, Zeitgut-Verlag, Berlin 2005, ISBN 3-933336-99-6.
- mit Petra Grüne (Hrsg.): Das Ende der Gemütlichkeit. Theoretische und praktische Ansätze zum Umgang mit Fremdheit, Vorurteilen und Feindbildern. Bundeszentrale für politische Bildung, Bonn 1993, ISBN 3-89331-158-0.
- mit Jürgen Voigt, Diedrich Genth: Sprache der Zeichen. Verständigung bei Tier und Mensch. Verlagsgesellschaft Schulfernsehen, Köln 1973, ISBN 3-8025-1028-3.
- Die widersprüchliche Generation. Jugend in einer pluralistischen Gesellschaft. Köln o. J.

## Filmografie
- 1972: Was kann dein Kind – was soll es können.